# Clark Island
Clark Island – niezamieszkana wyspa w Archipelagu Arktycznym, w regionie Qikiqtaaluk, na terytorium Nunavut, w Kanadzie. Znajduje się u zbiegu Cieśniny Hudsona i Morza Labradorskiego. Sąsiaduje m.in. z King Island, Leading Island, Niels Island, Holdridge Island, Dolphin Island i Observation Island.